# Cristián Campos
Juan Cristián Campos Sallato (Punta Arenas, 31 de agosto de 1956) es un actor y director de teatro chileno.

## Biografía
Nació el 31 de agosto de 1956 en Santiago. Hijo de Javier Abraham Campos Pastor y Sara Sallato Pouchucq, estudió en la Escuela de Teatro de la Pontificia Universidad Católica de Chile.
Participó en varios comerciales entre los años 1977 y 1980, donde hizo de figura principal de la bebida gaseosa Pepsi.
Actuó en la primera versión chilena de la ópera rock Jesucristo Superestrella en 1981. Luego participó en La madrastra, en la que destacó con su personaje de "Greco", un profesor célebre por su tartamudez, desde entonces forjó una distinguida carrera en Televisión, destacandose principalmente en teleseries, como Los Títeres (1984), Secreto de familia (1987), Amor a domicilio y Marparaíso (1998), donde hace su primer papel Antagónico en una telenovela.
Ha hecho muchos papeles principales, la más recordada es la serie biográfica y religiosa Crónica de un Hombre Santo, donde interpretó a San Alberto Hurtado Cruchaga, sacerdote jesuita chileno y en 2005 participó en la producción Alberto: ¿Quién sabe cuánto cuesta hacer un ojal?, donde interpretó al padre del santo, papel protagonizado por el actor Iván Álvarez de Araya. Ese mismo año de la canonización del padre Hurtado, narró el documental Viaje al alma de un hombre santo.
Su significativa presencia mediática en la telenovela La madrastra (1981) y en la serie biográfica Crónica de un hombre santo (1990), el cual causó furor y fue muy popular entre las mujeres de la época. Se convirtió en uno de los intérpretes más reconocidos de su país, y el actor masculino con mayor protagonismo de Canal 13 hasta 2019.
En 2003, participó en Machos, donde su papel fue del hijo mayor de Ángel Mercader. En 2010, grabó para Canal 13 la teleserie Feroz, que marcó su regreso a las telenovelas, donde interpretó a Guillermo.

## Vida personal
En su adolescencia, Cristián Campos mantuvo una relación sentimental con la actriz María Izquierdo.
Contrajo matrimonio con la actriz Claudia di Girolamo en 1984, en la Iglesia de Los Dominicos, y fueron padres de dos hijos: Antonio Campos di Girolamo y Pedro Campos di Girolamo, ambos actores. El matrimonio fue anulado a inicios de 1996.
En 1996, inició una relación con la también actriz Sandra O'Ryan. En medio de su relación, Campos se vio involucrado con Catalina Pulido. Mientras la relación entre O'Ryan y Campos se debilitaba, el actor comenzó un vínculo con María José Prieto, quien era veintiún años menor que él.
Contrajo segundas nupcias con María José Prieto en abril de 2009, en el Club de Golf Valle Escondido, ubicado en Lo Barnechea. Ambos son padres de Julieta Campos Prieto.

## Pensamiento político

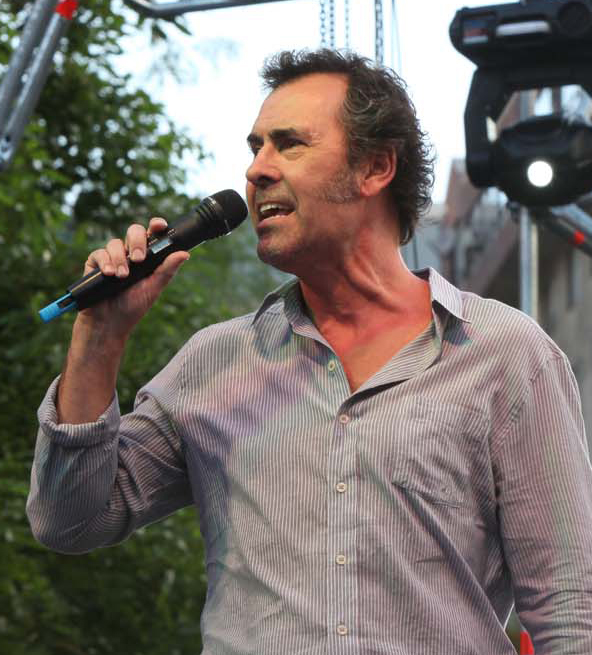
Campos en 2010, haciendo campaña por Eduardo Frei Ruiz-Tagle.

Se desempeñó como agregado cultural de Chile en la ciudad de Washington, cargo en el que fue designado por la presidenta Michelle Bachelet (2006-2010).
En 2010, integró la campaña presidencial de Eduardo Frei Ruiz-Tagle. En 2013, apoyó la precandidatura presidencial de Andrés Velasco en las elecciones primarias de la Nueva Mayoría. En los meses siguientes se suma a la campaña presidencial de Michelle Bachelet.

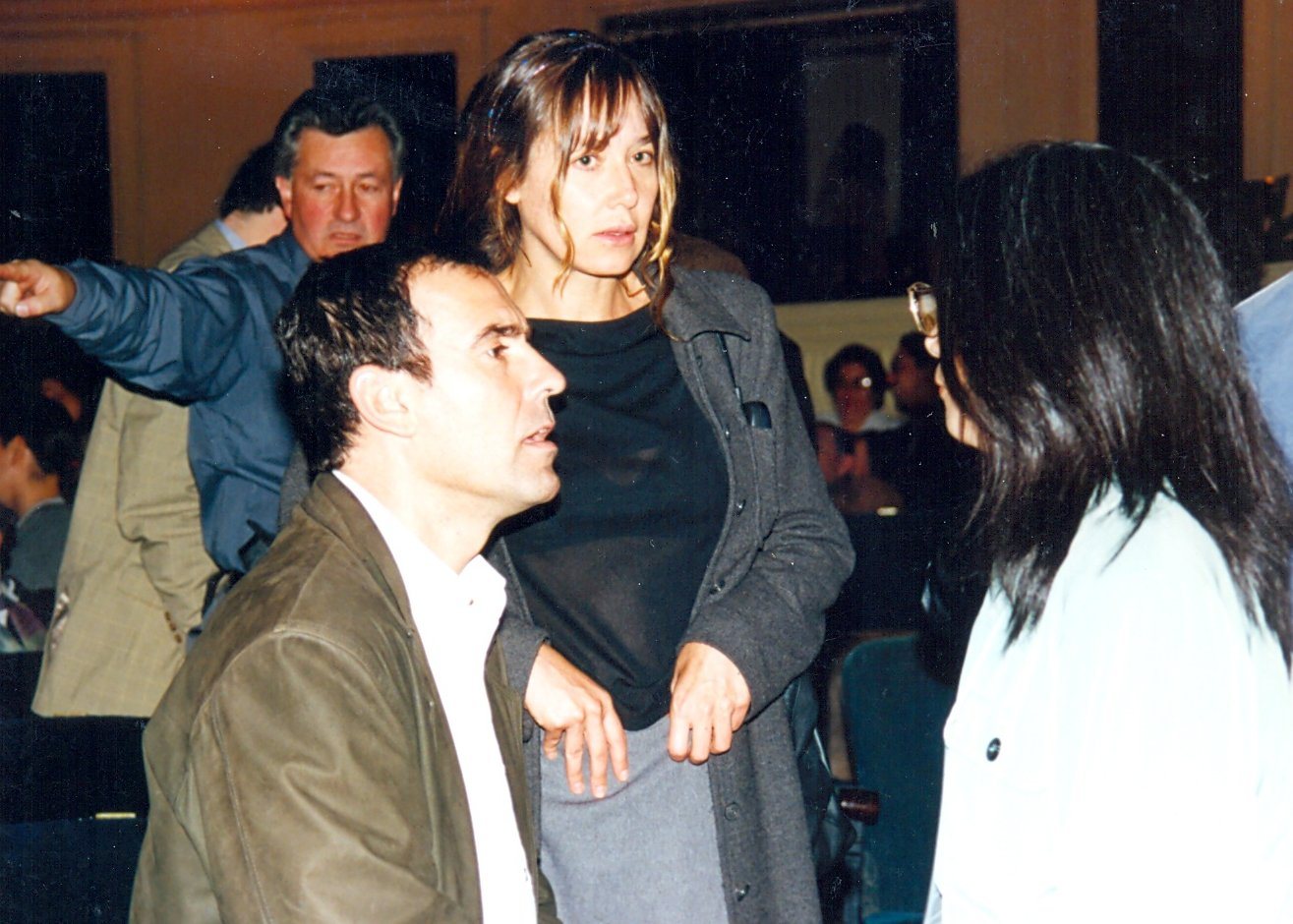
Campos (a la izquierda) junto con Sandra O'Ryan en 1999.

## Controversias

### Acusaciones por acoso y maltrato
En 2016, la actriz Soledad Pérez denunció públicamente los maltratos y conductas inapropiadas que sufrió por parte del actor Cristián Campos mientras trabajaban juntos en la telenovela La trampa (1985). Según Pérez, las conductas inapropiadas de Campos tuvieron un impacto significativo en su bienestar personal y profesional durante ese periodo. En 2025, la actriz reiteró y profundizó sus acusaciones en un podcast, expresando su apoyo a la denuncia por abuso sexual contra Campos.

### Filtración de audios
En 2023, Cristián Campos se vio involucrado en una filtración de audios con el actor Willy Semler, donde se escucha a Campos argumentando que: «con una mujer de 27 (años) no seguirás con ayuno, eso sí que ya sería una epopeya». Además de comentarios de connotación sexual de grueso calibre. La joven afectada María José Peragallo Arias, cuyo nombre artístico es María José Arias, también actriz y gestora cultural subió el audio a su cuenta de Instagram, donde escribió: «Esto es lo que somos según estos hombres, una mercancía a disposición».

### Querella y resolución judicial por abuso sexual
En marzo de 2024 la Fundación para la Confianza presentó una querella contra Cristián Campos por abuso sexual en contra de Raffaella di Girolamo, hija de su exesposa. El 10 de julio de 2024 el Departamento de Prensa de Canal 13 hizo público los hechos por los que Raffaella denunció a Campos ante en el 34° Juzgado del Crimen de Santiago. Entre los testigos a favor de Raffaella se encuentran los dos hijos de Cristián y la actriz Antonia Zegers.
El 28 de mayo de 2025, el 34° Juzgado del Crimen de Santiago determinó el sobreseimiento definitivo de Campos; sin embargo, el tribunal logró acreditar la existencia de 3 hechos de abuso sexual contra Raffaella cuando era menor de edad los años 1989, 1991-92 y 1995, los cuales no pueden ser penados por ley al encontrarse prescritos.

## Filmografía

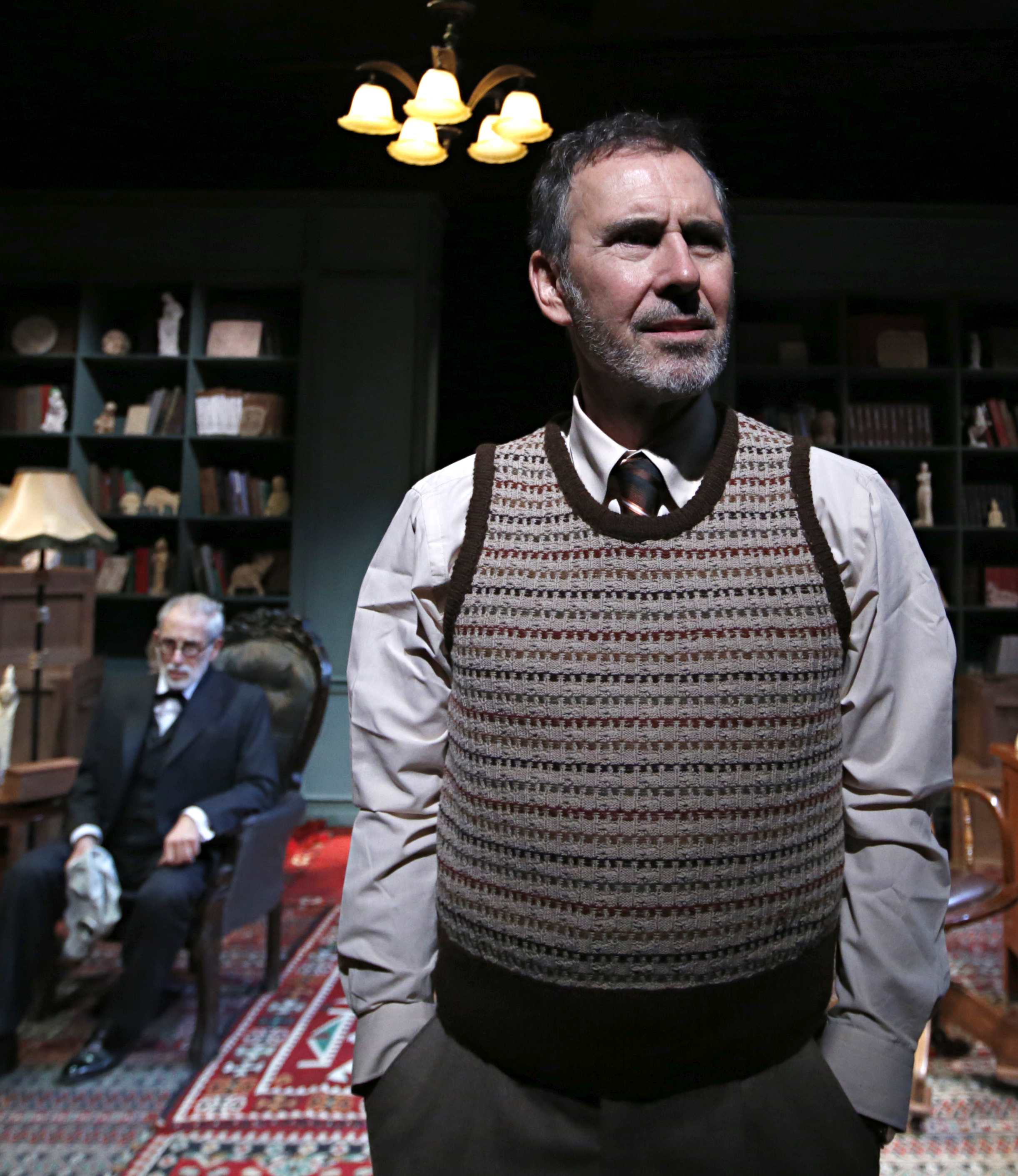
Campos en la obra "La última sesión de Freud" en el Teatro UC junto a Héctor Noguera.

| Año  | Título                  | Papel              | Canal    |
| ---- | ----------------------- | ------------------ | -------- |
| 1981 | La madrastra            | Greco Molina       | Canal 13 |
| 1982 | Alguien por quién vivir | Juan José Elizalde | Canal 13 |
| 1983 | La noche del cobarde    | Diego Del Río      | Canal 13 |
| 1984 | Los títeres             | Hugo González      | Canal 13 |
| 1985 | La trampa               | Luis Miguel        | Canal 13 |
| 1986 | Ángel malo              | Ricardo Álvarez    | Canal 13 |
| 1986 | Secreto de familia      | Andrés Cruces      | Canal 13 |
| 1989 | Bravo                   | Jorge Miranda      | Canal 13 |
| 1990 | Acércate más            | Néstor Heredia     | Canal 13 |
| 1991 | Ellas por ellas         | Simón Andrade      | Canal 13 |
| 1992 | Fácil de amar           | Renato Moncada     | Canal 13 |
| 1993 | Doble juego             | Heriberto Peña     | Canal 13 |
| 1994 | Top secret              | Santiago Mena      | Canal 13 |
| 1995 | Amor a domicilio        | Miguel Díaz        | Canal 13 |
| 1996 | Adrenalina              | Esteban Mardones   | Canal 13 |
| 1997 | Playa salvaje           | Mariano Acuña      | Canal 13 |
| 1998 | Marparaíso              | Iván Andrade       | Canal 13 |
| 1999 | Cerro Alegre            | Adriano Ferrer     | Canal 13 |
| 2001 | Corazón pirata          | Francisco Torres   | Canal 13 |
| 2003 | Machos                  | Alonso Mercader    | Canal 13 |
| 2004 | Tentación               | Marco Donoso       | Canal 13 |
| 2005 | Gatas y tuercas         | Max San Juan       | Canal 13 |
| 2010 | Feroz                   | Guillermo Bernard  | Canal 13 |
| 2011 | Peleles                 | Felipe Tagle       | Canal 13 |
| 2012 | Las Vega's              | José Luis Bravo    | Canal 13 |
| 2013 | Secretos en el jardín   | Hernán Jerez       | Canal 13 |
| 2014 | Chipe libre             | César Ruiz         | Canal 13 |
| 2016 | Preciosas               | Arturo Márquez     | Canal 13 |
| 2017 | Soltera otra vez 3      | Miguel Valencia    | Canal 13 |
| 2018 | Pacto de sangre         | Hernán Errázuriz   | Canal 13 |
| 2019 | Amor a la Catalán       | Fernando Catalán   | Canal 13 |
| 2021 | Verdades ocultas        | Tomás Valencia     | Mega     |

| Año  | Título                     | Papel           | Canal    |
| ---- | -------------------------- | --------------- | -------- |
| 1982 | Una familia feliz          | Martín Vega     | Canal 13 |
| 1991 | Crónica de un hombre santo | Alberto Hurtado | Canal 13 |
| 2024 | Los mil días de Allende    | René Schneider  | TVN      |